# Johann Burgauner
Johann Burgauner (Castelrotto, 18 ottobre 1812 – Bressanone, 13 maggio 1891) è stato un pittore sudtirolese.

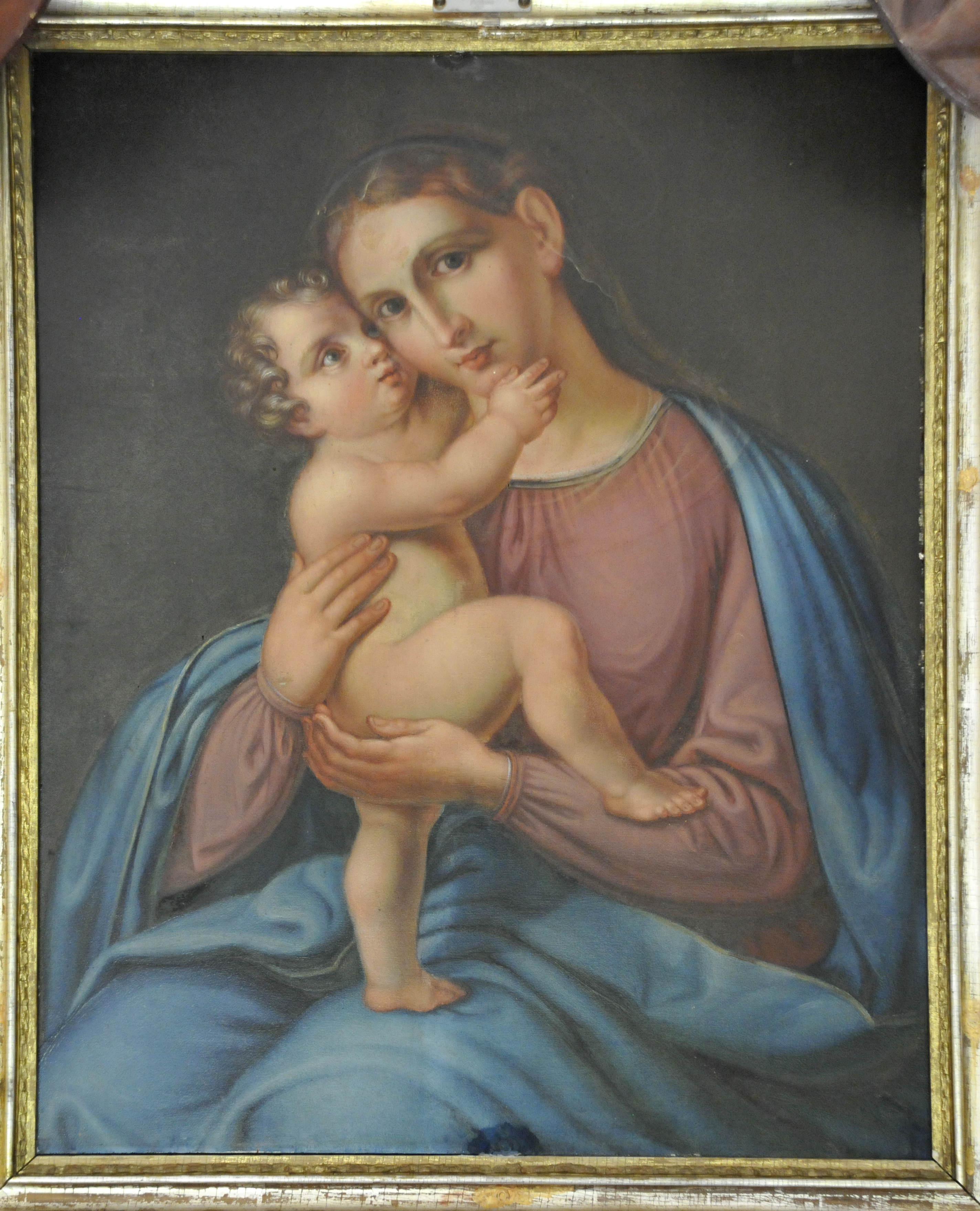
Madonna con il bambino

Figlio di un fornaio, dal 1845 frequentò l'Accademia delle belle arti di Monaco di Baviera, dove fu allievo del pittore tedesco Josef Schlotthauer. Dal 1850 fu a capo della scuola d'arte di Ortisei.
A Burgauner si devono molti ritratti della Madonna col Bambino, come quella della cappella di Oltretorrente (Zwischenwasser), e nella parrocchia di Castelrotto. Realizzò anche molti altari, come quelle della parrocchia di Appiano e del quartiere Steinach di Merano. 

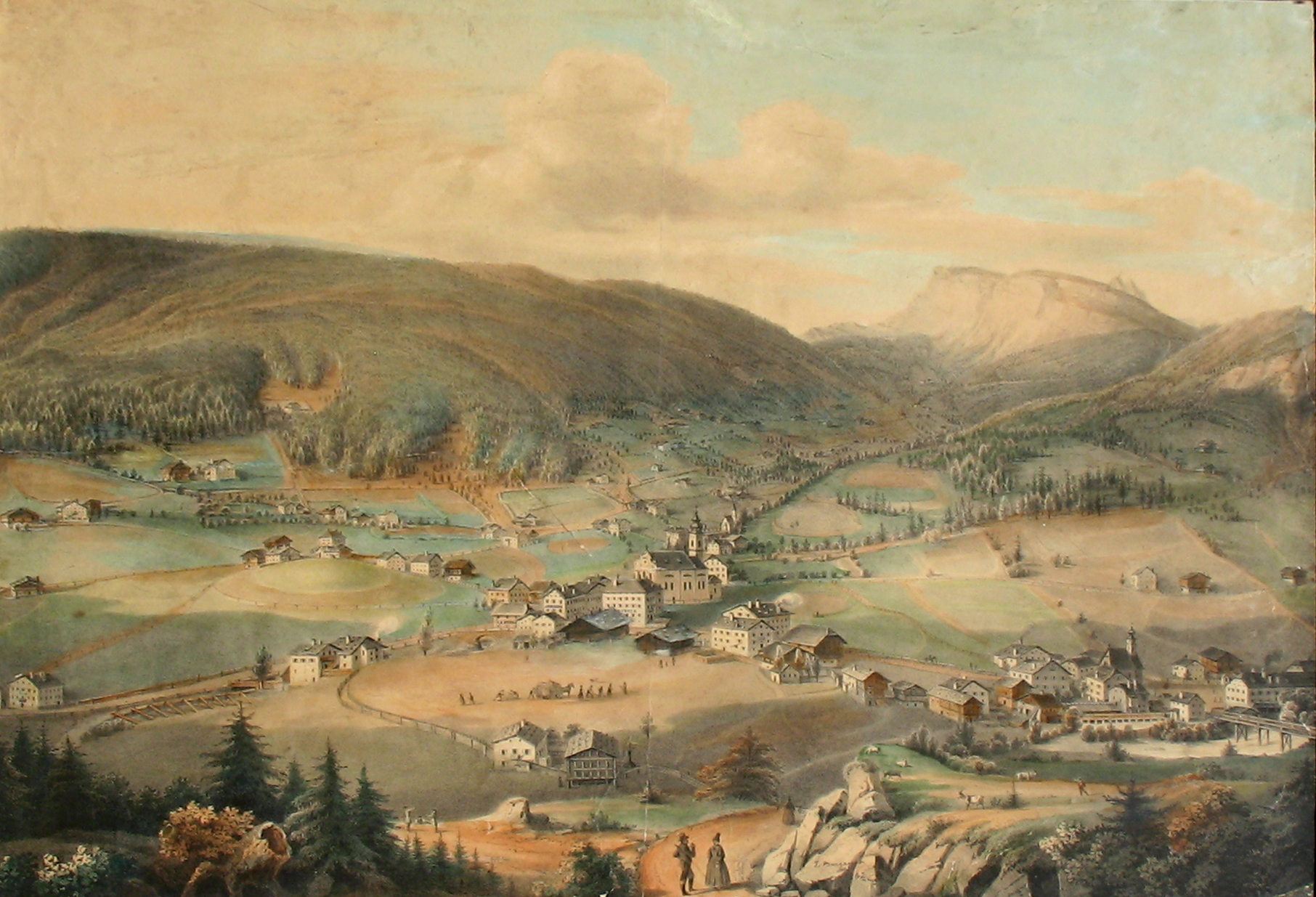
Ortisei nel 1856

Nel 1848 dipinse la bandiera della Compagnia degli Schützen di Ortisei, oggi conservata al Museo della Val Gardena.
Fu zio del pittore Eduard Burgauner.